# Trường đua ngựa Riem

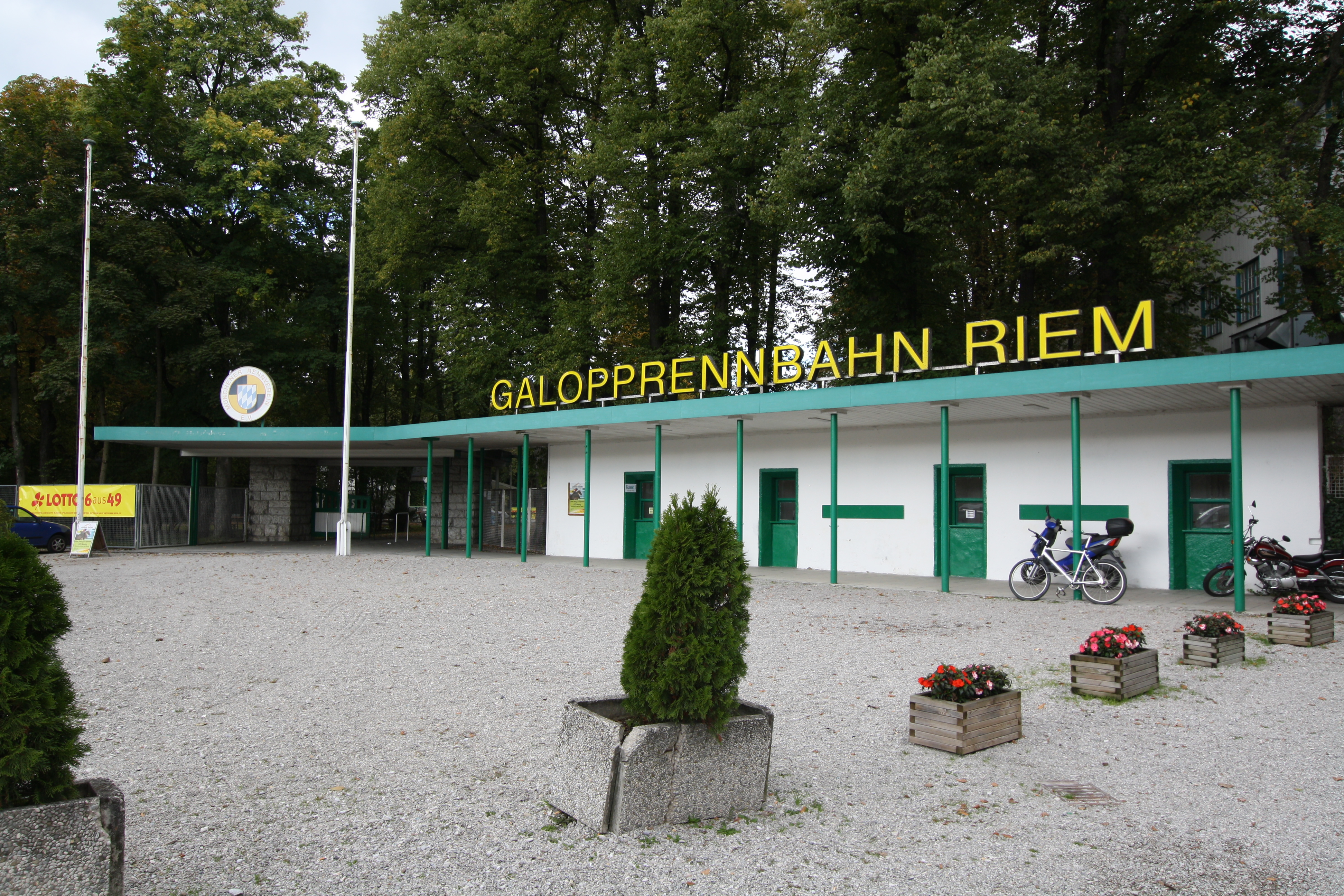
Trường đua ngựa Riem

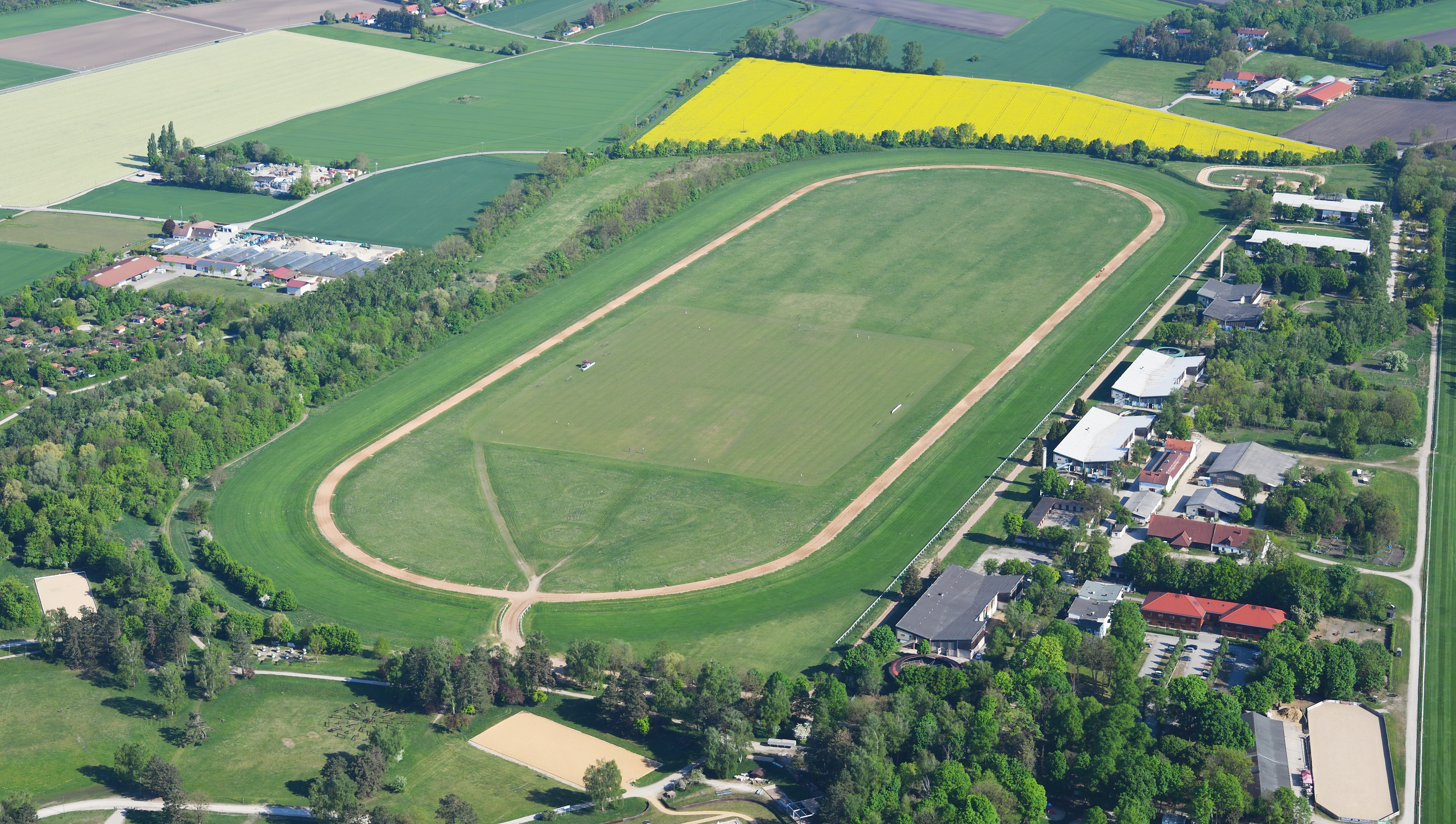
Trường đua ngựa Riem từ trên không

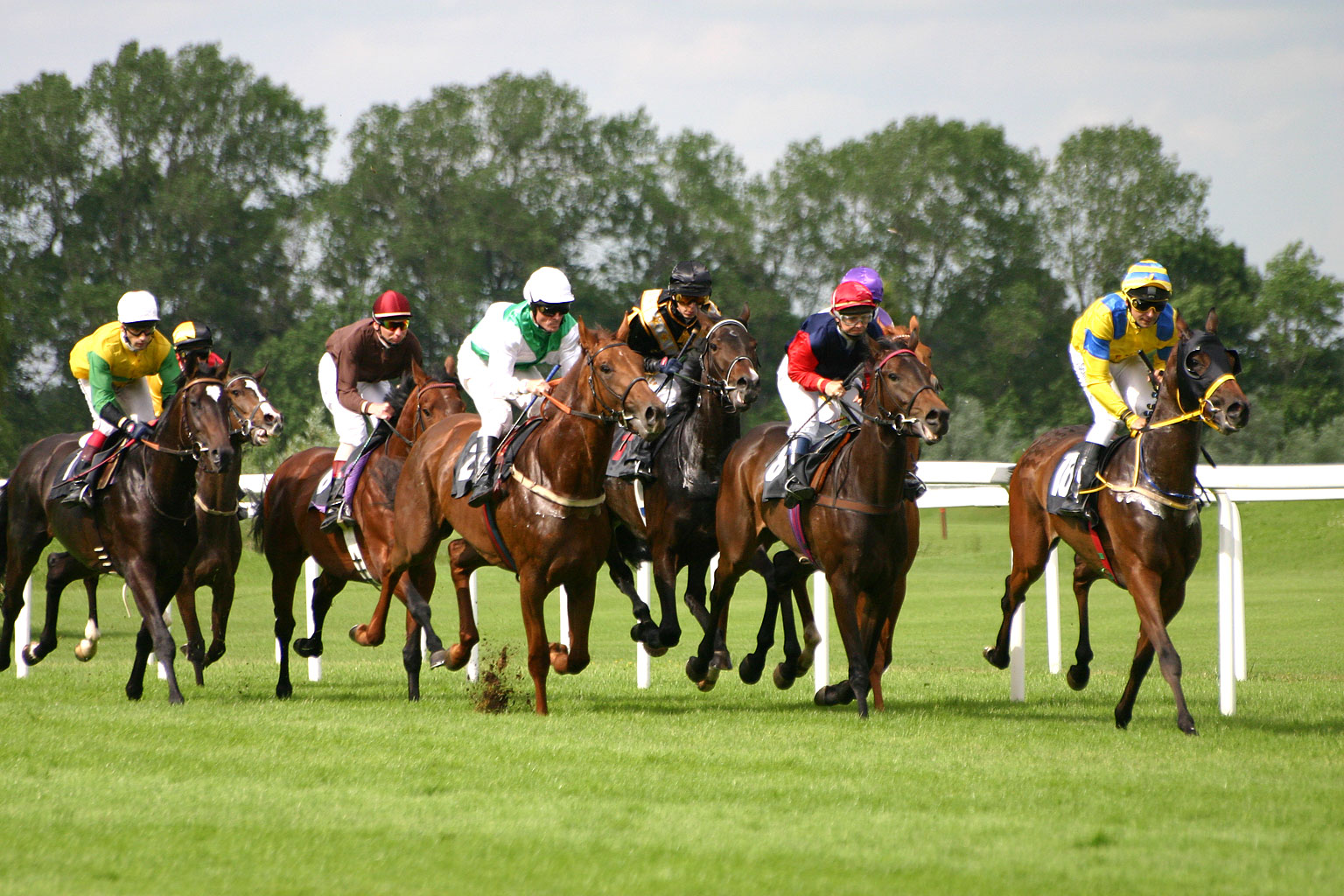
Đua ngựa

Trường đua ngựa Riem tọa lạc ở làng Riem, thuộc quận Trudering-Riem, München, hoạt động từ năm 1897, được điều hành bởi hội đua ngựa München mà đã thành lập từ 1865.

## Lịch sử
Đua ngựa ở München bắt đầu được ưa thích kể từ ngày 9 tháng 5 năm 1865 tại Milbertshofener Heide, nơi mà một cuộc đua săn bắn được tổ chức. Do được nhiều người ưa chuộng, hội đua ngựa đã được thành lập ngay trong năm đó. Với sự giúp đỡ của vua Ludwig II năm sau đó các cuộc đua ngựa đã được tổ chức tại Oberwiesenfeld, một khu đất của quân đội. Tới năm 1870 hội có tới 448 hội viên.
1895 hội mua miếng đất nằm giữa làng Riem và Dornach, với giá 158.000 Mark. 1897 trường đua ngựa bắt đầu hoạt động.
Hiện nay mỗi năm có khoảng 13 ngày đua, từ đầu tháng 4 cho tới đầu tháng 11.

## Sân golf 9 lỗ
Đất của trường đua ngựa cũng được dùng làm sân đánh golf 9 lỗ của hội Golfclub München-Riem vào những ngày không đua ngựa.

## Trung tâm huân luyện polo
Tại trường đua cúng có sân huân luyện chơi polo 